# 路易·阿加西
让·路易·鲁道夫·阿加西（法語：Jean Louis Rodolphe Agassiz，法語發音：[ʒɑ̃ lwi ʁɔdɔlf aɡasi]，1807年5月28日—1873年12月14日），19世纪瑞士出生的美国生物学家和地质学家，公认的地球自然历史学者，以冰川理论闻名。
海洋学家亚历山大·阿加西是他的儿子。

## 生平
阿加西生于瑞士西部，分别在德国愛爾朗根和慕尼黑获得哲学博士和医学博士学位；在前往巴黎向居维叶和冯·洪堡学习之后，阿加西成为纳沙泰尔大学的自然史教授。
1847年，阿加西移民美国，在哈佛大学任教，担任动物学和地质学教授。在这里，他领导劳伦斯科学学院，创建了比较动物学博物馆。
阿加西以收集和分析观测数据而闻名，在动物学、地质学和相关领域做出了制度性和科学性的贡献，包括长达数千页的多卷本研究著作。他在鱼类学分类法（包括巨齿鲨等已灭绝物种的分类）和地史学研究（包括冰川学的创立）方面的贡献尤为著名。
1837年，他在瑞士自然科学学会年会上发表了关于冰河时期的演讲，宣稱整个北半球是一个巨大的冰川，在会场上引起轩然大波並持續争论了三天，其中不乏不同意见。这场演讲后来被称为「纳沙泰尔演讲」。
他的人类的、动物的和植物的多起源理论（Polygenism）曾被批评为暗中支持科学种族主义。
阿加西晚年反对达尔文的进化理论，并坚持人种多起源理论。

## 冰川时期

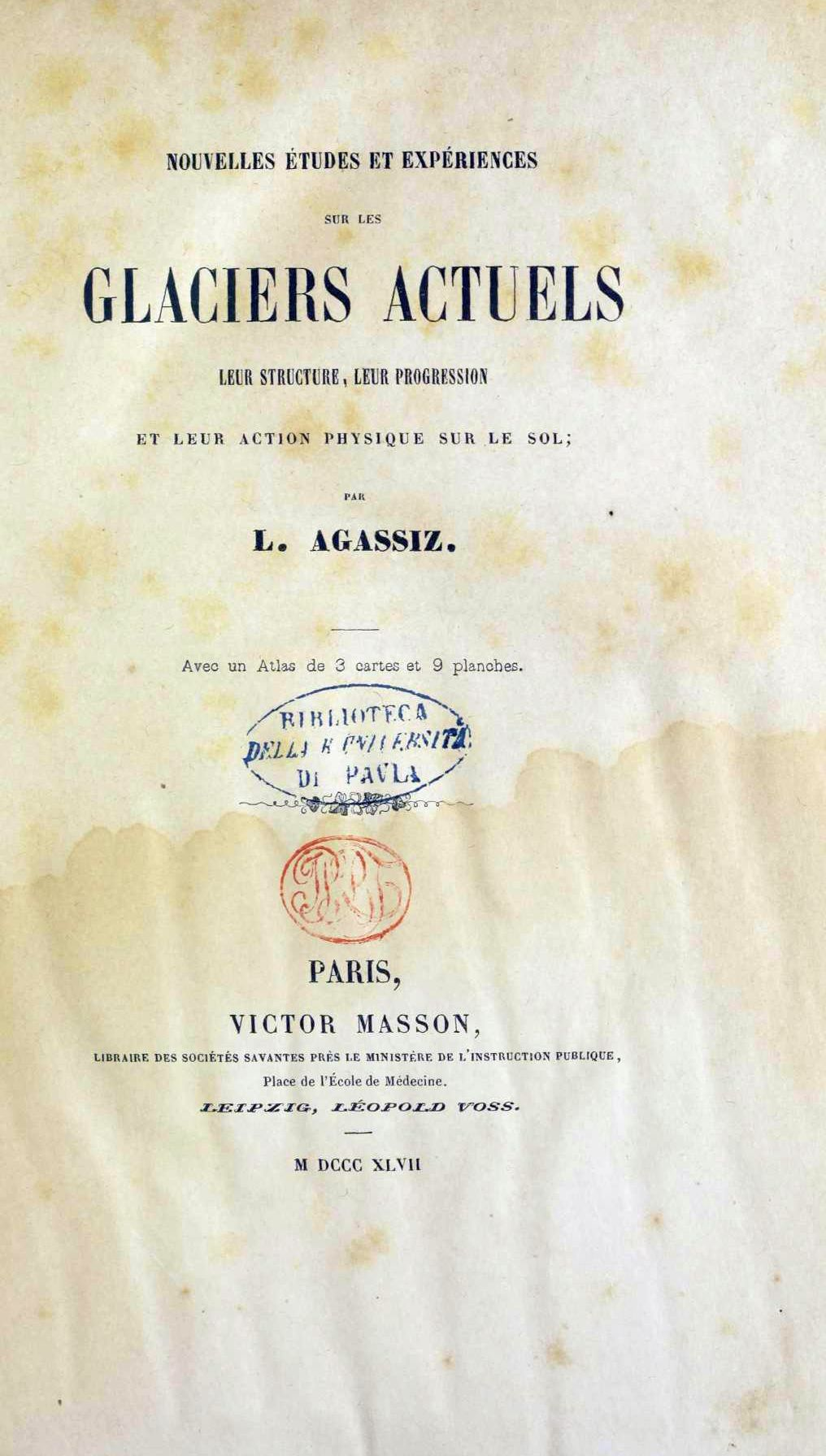
《冰川新研究与新发现》，1847年

1836年假期，阿加西和他的妻子在贝城小村度过，在那里他遇到了让·德·夏庞蒂埃（Jean de Charpentier）和伊格纳兹·维内茨（Ignaz Venetz）。他们最近宣布的冰川漂砾理论震惊了科学界，阿加西作为狂热的追随者回到了纳沙泰尔。 1837年，阿加西提出地球过去曾经历过冰河时期。 他向海尔维蒂学会（Helvetic Society）提出了这一理论，即古老的冰川从阿尔卑斯山向外流出，更大的冰川覆盖了欧洲、亚洲和北美的平原和山脉，并让整个北半球陷入了漫长的冰河时期。同年，他当选为瑞典皇家科学院外籍院士。
在此之前，歌德、德索叙尔、伊格纳兹·韦内兹、让·德·夏庞蒂埃、卡尔·弗里德里希·辛普尔等人都曾研究过阿尔卑斯山的冰川，歌德、夏庞蒂埃和辛普尔甚至得出结论，汝拉山脉山坡和山顶上散落的阿尔卑斯岩石块是由冰川移动而来的。这些想法引起了阿加西的注意，他与夏庞蒂埃和辛普尔一起讨论，并陪同他们连续前往阿尔卑斯山。阿加西甚至在阿尔冰川上建造了一间小屋，并一度将其作为自己的家，以研究冰的结构和运动。
阿加西造訪了英国，并与唯一一位与他有相同想法的英国博物学家威廉·布克蘭一起游历不列颠群岛以寻找冰川现象，并确信他的冰河时代理论正确無誤。 1840年，阿加西出版了两卷本的著作《冰川研究》 （Études sur les glaciers）；在书中，他讨论了冰川的运动、冰碛，以及它们对岩石的沟槽和圆化以及产生阿尔卑斯风格景观中的条纹和羊角石的影响。他接受了夏庞蒂埃和辛佩尔的观点，即部分阿尔卑斯山冰川已经延伸至阿勒河和罗纳河的广阔平原和山谷，但他进一步得出结论，在不久的过去，瑞士曾被一块巨大的冰盖覆盖，这块冰盖起源于阿尔卑斯山的高地，延伸至瑞士西北部山谷，一直延伸至汝拉山脉的南坡；该著作的出版为世界各地冰川现象的研究注入了新的活力。

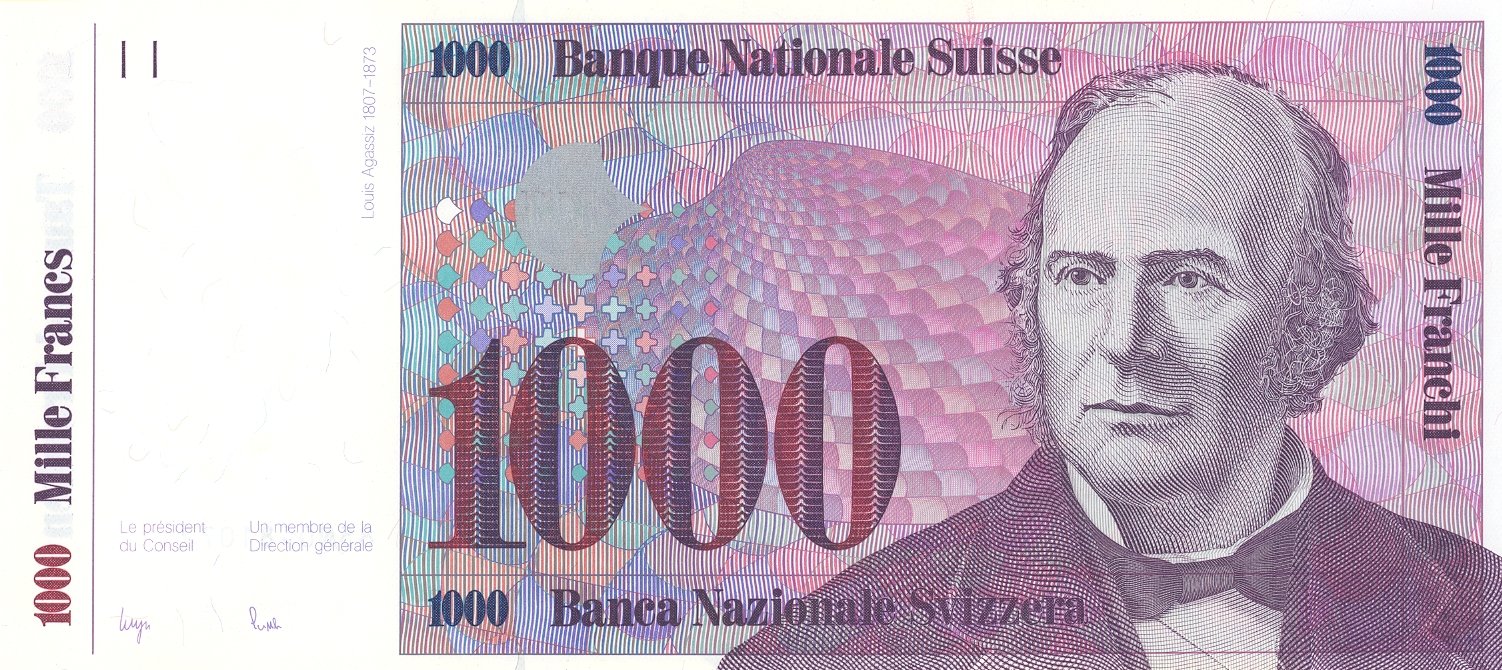
采用路易·阿加西（Louis Agassiz）肖像作为主题的旧版1000瑞士法郎。

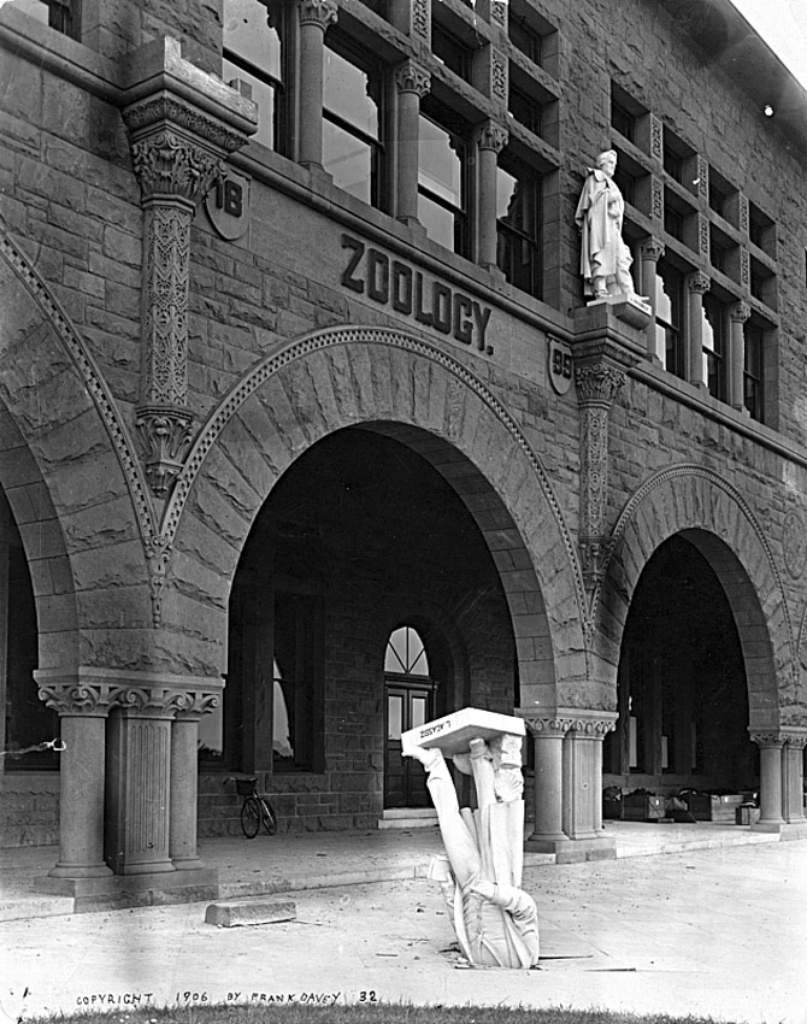
1906 年旧金山地震中倒下的阿加西雕像，斯坦福大学。

## 所命名的分類
（列表可能不完整）
- 1个路易·阿加西命名的分類單元